# Eleuteri de Salamanca
Eleuteri, anomenat erròniament Leuteri, va ser un religiós hispà en temps del regne visigot, és el primer bisbe de Salamanca documentat a finals del segle vi.
De nom grec, que significa «lliure», es troba memòria d'ell, després de la conversió al catolicisme dels visigots, com a assistent en qualitat de bisbe de Salamanca al III Concili de Toledo (589), convocat pel rei Recared. Com a signant de les actes conciliars, apareix precedint a vint-i-dos prelats, això segons Flórez fa que s'hagi de remuntar la seva consagració en temps de Leovigild, vers l'any 585, si bé Dorado el remunta almenys fins al 579. En tot cas, probablement va ser succeint a bisbes perseguits pels arrians i demostrant, per tant, l'antiguitat de la seu bisbal de Salamanca. S'ignora fins a quin any va viure, el següent bisbe del que es té constància és Teverist, però no se sap amb seguretat si va ser el successor immediat o hi va haver un prelat intermedi entre els dos.